# توماس نیداهل
 توماس نیداهل (انگلیسی: Tomas Nydahl؛ زادهٔ ۲۱ مارس ۱۹۶۸) یک تنیس‌باز اهل سوئد است. 